# The Great Concert, Paris 1964
The Great Concert, Paris 1964 ist ein Jazz-Album von Charles Mingus, das 1964 aufgenommen, zunächst 1970 als Dreifach-LP unter dem Titel The Great Concert Of Charles Mingus veröffentlicht wurde und 1991 als Doppel-CD erschienen ist. Seit 1996 wird es in leicht veränderter Zusammenstellung unter dem Titel Revenge! The Legendary Paris Concerts featuring Eric Dolphy angeboten.

## Die Vorgeschichte
Nach den Sessions für sein Werk The Black Saint and the Sinner Lady (1963) projektierte Mingus, mit einer Stammgruppe aus Johnny Coles, Dannie Richmond, Jaki Byard und dem schon länger mit ihm zusammenarbeitenden Multiinstrumentalisten Eric Dolphy bei Konzerttätigkeiten in den USA und der im April 1964 geplanten Europatournee aufzutreten. Das Quintett wollte Mingus während eines zweimonatigen Engagements im New Yorker Blue Spot aufeinander einspielen. Allerdings stand Dolphy aufgrund anderer Engagements häufig nicht zur Verfügung und so spielte Mingus dort auch mit weiteren Saxophonisten wie Coleman Hawkins, Ben Webster, Booker Ervin und Clifford Jordan. Von Jordan war Mingus so angetan, dass er in ihn der Band behielt, als Dolphy wieder mitspielte, und die Gruppe zum Sextett erweiterte.
Am 18. März 1964 fand ein Konzert in dieser Besetzung an der Cornell University statt (Cornell 1964). Unmittelbar ging der Tournee am 4. April ein weiterer Auftritt in der New Yorker Town Hall (Mingus at Town Hall with Eric Dolphy) voraus; dies war ein Benefiz-Konzert für die National Association for the Advancement of Colored People (NAACP).

## Titel des Albums
Die Doppel-CD The Great Concert, Paris 1964 (Musidisc) enthält die folgenden Titel:
1. Introduction et Presentation (1:33)
2. Good Bye Pork Pie Hat  (27:11)
3. Meditation for (sic!) Integration (23:04)
4. Sophisticated Lady (6:12)
5. Orange Was the Colour of Her Dress (16:00)
6. Parkeriana (23:35)
7. Fable (sic!) of Faubus (27:47)

(1) – (4) befinden sich auf CD 1, (5) – (7) auf CD 2. (4) stammt von Duke Ellington, die anderen Stücke sind Kompositionen von Mingus. Auf der 1991 erschienenen DoCD sind nach der dortigen Dokumentation nur Stücke vom 2. Konzert in Paris. Tatsächlich stammt (2) als einziger (bearbeiteter) Mitschnitt vom Konzert am 17. April (volles Sextett), während alle anderen Stücke beim zweiten Konzert am 18. bzw. 19. April aufgenommen und in Quintettbesetzung (ohne Coles) gespielt wurden.
Auffällig sind mehrere Schreibfehler: Bei (3) handelt es sich um „Meditations on Integration“ bei (7) um „Fables of Faubus“. Stück (2) ist ebenfalls nicht korrekt benannt; es handelt sich um „So Long Eric“ (das teilweise auf den riffartigen Ostinati und Harmonien von „Good Bye Pork Pie Hat“ aufbaut).
Auf der von Sue Graham Mingus zuerst 1996 herausgegebenen DoppelCD Revenge! The Legendary Paris Concert sind die Live-Aufnahmen von den Konzerten wie folgt angeordnet:
- Peggy’s Blue Skylight (12:53)
- Orange Was the Color of her Dress, Then Blue Silk (11:38)
- Meditations on Integration (22:39)
- Fables of Faubus (24:53)
- So Long Eric (28:50)
- Parkeriana (24:13)

Scott Yanow zufolge enthält diese Veröffentlichung, ganz anders als in ihr zu lesen ist, das gesamte Konzert vom 17. April 1964.
2003 gab MusiDisc eine neue Version des Konzertes unter dem Titel The Great Concert of Charles Mingus heraus, bei der erstmals auch A.T.F.W. veröffentlicht wurde. Das nun richtig benannte So Long Eric ist in dieser Ausgabe erstmals in der Quintettversion vom zweiten Konzert enthalten. Die neue Version der Konzertdokumentation wurde 2004 von Verve Records in den Katalog übernommen; sie soll autorisiert sein.

## Das Konzert am 17. April 1964
Für den 17. April war ein Auftritt im Pariser Salle Wagram geplant. Johnny Coles hatte sich kurz zuvor einer Magenoperation unterzogen und noch nicht davon erholt. Er spielte nur im ersten Stück So Long Eric (bzw. Good Bye Pork Pie Hat) mit. Dieses Stück wird als das interessanteste und geschlossenste Stück des Albums betrachtet. Man kann es als eine kontinuierliche Fortsetzung des vorangegangenen Town-Hall-Concerts vom 4. April 1964 betrachten. Während des Konzerts – die Band spielte gerade „Orange was Her Dress...“ – erlitt Coles auf der Bühne einen Kollaps, musste ins Krankenhaus, wo noch in der gleichen Nacht ein Magengeschwür operiert wurde, und auf sein weiteres Mitwirken an der Tour verzichten.
Das weitere Konzert wurde ohne Coles vom verbleibenden Quintett gespielt. Im weiteren Ablauf wurden Parkeriana, Meditations, Fables of Faubus und Peggy's Blue Skylight aufgeführt.

## Das Konzert am 18. April 1964
Am nächsten Tag folgte ein weiterer Auftritt in Paris, wo die Gruppe als Quintett auftrat. Das zweite Konzert fand am 18. April (genauer sehr früh am 19. April, nämlich von 0.10 bis 2.45), diesmal im "Theatre des Champs Elysées", statt. Es wurde live vom ORTF- übertragen. A. Francis, der Produzent der Sendung „Jazz sur scéne“ (und dieses Konzertes), erwähnt in seinen Linernotes zu The Great Concert, dass beim zweiten Konzert in der Mitte der Bühne ein leerer Stuhl stand, leer, bis auf die Trompete von J. Coles. Das erste während dieses Konzertes gespielte Stück „A.T.F.W“, das Byard in den Mittelpunkt stellte, wurde zunächst deshalb nicht dokumentiert, weil eines der Mikrophone zu Beginn ausfiel. Als zweites Stück spielte die Gruppe So Long Eric.
Seinen Titel Meditations on Integration sagt Mingus unter Hinweis auf angeblich geplante Internierungslager für Afroamerikaner in den Südstaaten an. Das Stück beginnt mit sehr viel Spannung, aber mit fortschreitender Spielzeit verliert das Stück immer mehr davon. Spätestens hier wird der Verlust von Johnny Coles spürbar; gleiches gilt auch für das nachfolgende Fables of Faubes. Die Musiker hatten offensichtlich den Verlust ihres Trompeters noch nicht verkraftet. Mit Sophisticated Lady zeigt Mingus seine Verehrung für sein großes Vorbild Duke Ellington, mit dem er kurz zuvor die Trio-Platte Money Jungle eingespielt hatte.
2017 wurden im Archiv des französischen Rundfunks weitere Ausschnitte des Konzerts entdeckt, u. a. mit einem Duo des Bassisten mit Eric Dolphy über I Can’t Get Started.

## Auszeichnungen
Das Album erhielt 1971 den Grand Prix der in Paris ansässigen Académie de Jazz.

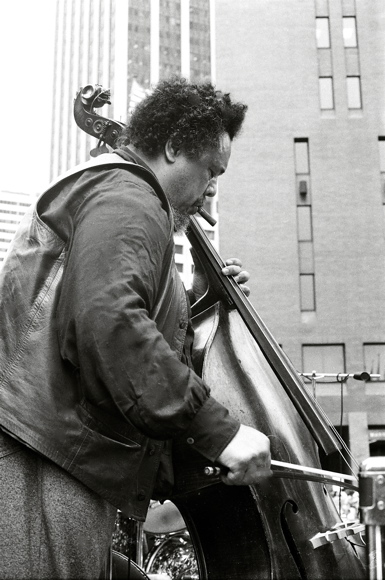
Charles Mingus (1976)

## Die Europa-Tournee 1964
Die Band spielte auf dieser Tournee in zahlreichen Variationen Stücke in ausgedehnter Form, die Mingus schon auf vorherigen Platten veröffentlicht hatte: Goodbye Pork Pie Hat (Mingus’ Tribut an den verstorbenen Lester Young), ATFW USA (das Art Tatum und Fats Waller gewidmet war), Parkeriana, ein Medley aus Charlie-Parker-Kompositionen, Orange Was The Colour Of Her Dress, So Long Eric, das die Rassendiskriminierung anklagende Meditations On Integration und ebenso als politisches Statement Fables Of Faubus (in der "Urform" auf Mingus Ah Um 1959) in ausgedehnten Varianten.
Für viele europäische Jazzfreunde war diese Tournee ein wichtiges Erlebnis. Sie wurden mit einer Musik konfrontiert, die in dieser Hitze, Schärfe und Freiheit hier nie zuvor gehört worden war. Das erste dokumentierte Konzert der Band fand am 10. April in Amsterdam statt. Anschließend folgten Auftritte in Oslo (12. April), Stockholm (13. April) und Kopenhagen (14. April); am 16. April spielte die Band in Bremen. Am 17. und 18. April spielte die Gruppe in Paris. Die weiteren Gastspiele in Lüttich (19. April), Marseille (20. 4.), Lyon (21.4.), Zürich (22.4.), Biel (23.4.), Bologna (24. 4.) und Mailand (25.4.) nutzte die Band, um sich nach dem Verlust ihres Trompeters wieder aufeinander einzuspielen. Am 26. April war die musikalische Balance der Band wieder stimmig: Dies zeigen die Aufnahmen des Auftrittes in Wuppertal (Mingus in Europe, Vol. 1 & 2). Anschließend folgten noch Auftritte in Frankfurt am Main (27.4.) und in Stuttgart (28.4.): Höhepunkt des Konzerts in der Stuttgarter Liederhalle war eine halbstündige Fassung der Fables of Faubus. Ein weiteres Konzert der Band in Hamburg (29.4.) beendete die Tournee.
Musikalisch war die Tournee ein voller Erfolg, noch ein Höhepunkt, bevor Mingus’ Stern in den späten 60er Jahren vorübergehend sinkt. Die Tournee war jedoch von unterschiedlichen Schwierigkeiten überschattet: Mingus zerstörte in Biel das Aufnahmegerät eines Fans, der ungefragt das Konzert mitschnitt; auch ließ er einen Film beschlagnahmen. In Hamburg, wo an das Hotelzimmer von Dolphy ein Hakenkreuz gemalt war, trat er vor Wut Zimmertüren im Hotel ein und zerstörte auf der Bühne Mikrophone und schwang ein Messer. Als die Polizei kam, beendete er das Konzert. In Bremen beschimpfte er das Publikum als Nazis. Er schlug einem Veranstalter (Ralf Schulte-Bahrenberg) einen Blumenstrauß auf den Kopf und schickte Redaktionen zornige Briefe. Eric Dolphy beabsichtigte seit dem Konzert in Oslo, die Band nach der Tournee zu verlassen und nicht mit Mingus nach Nordamerika zurückzukehren (er starb am 29. Juni 1964 an nicht erkannter Diabetes in Berlin). Und Johnny Coles fiel aufgrund seines Zusammenbruchs aus, so dass anstelle des Sextetts ein Quintett den Rest der Tour bestreiten musste. Die Tournee ist durch ihren Reichtum an Zwischenfällen und Schlagzeilen in die Jazzgeschichte eingegangen.

## Chronologische Diskografie der Tournee
- Cornell University, Ithaca, New York – Charles Mingus Sextet with Eric Dolphy: Cornell 1964 (Blue Note 0946 3 92210 2 8) 2 CDs
- New York – Mingus at Town Hall With Eric Dolphy (Jazz Workshop JWS 005/ bei OJC als CD)
- Amsterdam – The Jazz Workshop Concerts 1964-65 (Mosaic Records, offiziell; ältere Veröffentlichungen: Live in Amsterdam Vol. 1 (AROC 1204)/ Vol. 2 (AROC 1205, Bootleg))
- Oslo – Live in Oslo 1964 (Jazz Up JU 307, Bootleg)
- Stockholm – Live in Stockholm (Royal Jazz RJD 517 2, Bootleg)
- Kopenhagen – Live in Copenhagen 1964 (Landscape, Bootleg; ebenso: "Astral Weeks")
- Bremen – Charles Mingus at Bremen 1964 & 1975 (Sunnyside 10316663; die 4xCD enthält zusätzlich Aufnahmen aus 1975; frühere Veröffentlichungen auf Ingo als Bootleg)
- Paris – The Great Concert, Paris 1964 (Musidisc 500072) 2 CDs, die ursprüngliche 3fach-LP heißt: The Great Concert of Charles Mingus (erschienen auf America AM 003/004/005)
- Paris – Revenge! The Legendary Paris Concerts (Revenge! Records 32002, 1996; die derzeit offizielle Dokumentation der Konzerte in Paris)
- Paris – Meditation on Integration (Bandstand BDCD 1524, Bootleg)
- Paris – Meditation (France´s Concert FCD 102, Bootleg)
- Paris – Live in Paris, 1964 – Volume 2 (France´s Concert, FCD 110, Bootleg)
- Wuppertal – Mingus in Europe, Vol. 1 (Enja 3049)/ Vol. 2 (Enja 3077)
- Stuttgart – Mingus in Stuttgart – The April 28 1964 Concert (Unique Jazz 009, Bootleg)